# Aleksandr Uchow
Aleksandr Uchow, ros. Александр Ухов (ur. w 1955) – radziecki żużlowiec. 
Finalista młodzieżowych indywidualnych mistrzostw Związku Radzieckiego (1973 – IV miejsce). Złoty medalista indywidualnych mistrzostw Związku Radzieckiego (1976). Pięciokrotny złoty medalista drużynowych mistrzostw Związku Radzieckiego (1973, 1974, 1975, 1976, 1977). Trzykrotny finalista indywidualnych mistrzostw Rosji (najlepszy wynik: 1974 – V miejsce)